# Azteca luederwaldti
Azteca luederwaldti is een mierensoort uit de onderfamilie van de Dolichoderinae. De wetenschappelijke naam van de soort is voor het eerst geldig gepubliceerd in 1909 door Auguste Forel.